# هريستو إيليف
هريستو إيليف (بالبلغارية: Христо Илиев)‏ مواليد 11 مايو 1936 في صوفيا - الوفاة 24 مارس 1974 في بلغاريا بحادث مرور، كان لاعب كرة قدم بلغاري كان يلعب في مركز الهجوم. سبق له أن لعب في كأس العالم لكرة القدم مع منتخب بلاده في مونديال عام 1962. لعب خلال مسيرته 314 مباراة سجل خلالها 108 أهداف.

## المسيرة الاحترافية

### أندية لعب لها
- ليفسكي صوفيا
- نادي بوتيف بلوفديف

## روابط خارجية
- هريستو إيليف على موقع الاتحاد الأوربي (الإنجليزية)
- هريستو إيليف على موقع قاعدة بيانات كرة القدم.إي يو (الإنجليزية)
- هريستو إيليف على موقع ناشيونال فوتبول تيمز (الإنجليزية)
- هريستو إيليف على موقع عالم كرة القدم.نت (الإنجليزية)
- هريستو إيليف على موقع أوليمبيديا (الإنجليزية)